# نا جو نا مهره
نا جو نا مهره (به انگلیسی: Na Jo Na Mohra) یک شهر در پاکستان است که در اسلام‌آباد واقع شده‌است. نا جو نا مهره ۵۰۶ متر بالاتر از سطح دریا واقع شده‌است.